# La perla sanguinosa
La perla sanguinosa è un romanzo del 1905 di Emilio Salgari.

## Trama
Per liberare l'amata Juga, rapita da una potente setta religiosa, l'abile pescatore di perle Palicur uccide un settario. Finirà deportato a Port Cornwallis, bagno penale, tristemente famoso, delle isole Andamane. L'unica possibilità per riavere Juga è il recupero della famosa e venerata "Perla Sanguinosa", una perla rossa di straordinarie dimensioni trafugata dalla statua di Siddharta Gautama sulla quale si trovava e finita, dopo molte vicissitudini, tra i fondali perliferi dei banchi di Manaar. Una spettacolare evasione, favorita dall'aiuto di due compagni di sventura, il mulatto e macchinista Jody e Will, ex quartiermastro della marina inglese, porterà Palicur al recupero della perla e alla liberazione di Juga. Ma le disavventure vissute per raggiungere l'agognata meta saranno rese più pericolose dal Guercio, infido personaggio, già sgradito compagno di prigionia dei tre, a cui la forzata convivenza aveva procurato parecchi grattacapi.